# Denis Bernard (Offizier)
Sir Denis John Charles Kirwan Bernard, KCB, CMG, DSO (* 22. Oktober 1882; † 25. August 1956) war ein britischer Offizier, der zuletzt Generalleutnant der British Army sowie zwischen 1939 und 1941 Gouverneur von Bermuda war.

## Leben

### Familiäre Herkunft, Offiziersausbildung und Erster Weltkrieg
Denis John Charles Kirwan Bernard war ein Sohn des Politikers Percy Bernard (1844–1912), der 1880 kurzzeitig Mitglied des Unterhauses (House of Commons), und dessen zweiter Frau Mary Lissey Kirwan (1850–1898). Zu seinen Halbgeschwistern und Geschwistern gehörten unter anderem sein Halbbruder Lieutenant-Colonel Ronald Percy Hamilton Bernard (1875–1921), der wie er in der Rifle Brigade diente und der unter anderem der Vater von Air Chief Marshal Percy Ronald Gardner Bernard, 5. Earl of Bandon (1904–1979) war. Sein jüngster Halbbruder Morogh Wyndham Percy Bernard (1902–1977) war der Ehemann von Diana Pearl Dundas (1902–1979), eine Tochter des Diplomaten und Kolonialbeamten Henry Charles Clement Dundas, 7. Viscount Melville (1873–1935).
Bernard selbst absolvierte nach dem Besuch des renommierten 1440 gegründeten Eton College eine Offiziersausbildung am Royal Military College Sandhurst und wurde nach deren Abschluss am 22. Oktober 1902 als Second Lieutenant in das Leichte Infanterieregiment Rifle Brigade (Prince Consort’s Own) übernommen. Er fand in den folgenden Jahren zahlreiche Verwendungen als Offizier sowie Stabsoffizier. Während des Ersten Weltkrieges erhielt er am 22. April 1916 den zeitlich befristeten Rang als Temporary Lieutenant-Colonel und war daraufhin vom 22. April 1916 bis zum 16. September 1919 Erster Generalstabsoffizier (General Staff Officer 1) verschiedener Truppenverbände, die unter anderem in Ägypten und Frankreich zum Einsatz kamen. In dieser Zeit erhielt er am 3. Juni 1917 den Brevet-Rang als Brevet Lieutenant-Colonel und wurde für seine militärischen Verdienste 1917 zum Companion des Distinguished Service Order (DSO) sowie 1918 zum Companion des Order of St Michael and St George (CMG) ernannt.

### Zwischenkriegszeit und Zweiter Weltkrieg
In der Zwischenkriegszeit war Denis Bernard zwischen dem 6. April 1920 und dem 14. März 1922 zunächst Erster Generalstabsoffizier des Heereskommandos Irland (Irish Command) und im Anschluss nach der Verleihung des Brevet-Rangs als Brevet Colonel am 1. Januar 1923 vom 20. Mai 1923 bis zum 19. Mai 1927 Erster Generalstabsoffizier der 1. Infanteriedivision (1st Infantry Division). Nach seiner Beförderung zum Lieutenant-Colonel am 7. Mai 1927 wurde er Kommandeur des 1. Bataillons des irischen Infanterieregiments (Commanding Officer, 1st Battalion Royal Ulster Rifles) und hatte dieses Kommando bis zum 14. Oktober 1930 inne.
Nachdem ihm am 15. Oktober 1930 der zeitlich befristete Rang als Temporary Brigadier verliehen wurde, wurde er nach Britisch-Indien versetzt und war bis zum 14. März 1934 als Brigadegeneral im Generalstab des Heereskommandos Nord der britisch-indischen Armee (Brigadier General Staff, Northern Command India) eingesetzt Kurz darauf wurde er am 30. Oktober 1930 auch zum Colonel befördert, wobei diese Beförderung mehr als neun Jahre rückwirkend zum 3. Juni 1921 erfolgte. Er war zugleich vom 20. August 1932 bis zum 13. Dezember 1933 Adjutant (Aide-de-camp) von König Georg V. und erhielt außerdem am 14. Dezember 1933 auch seine Beförderung zum Major-General.
Generalmajor Bernard war vom 15. März bis zum 1. Oktober 1934 mit halbem Sold (Half-pay) beurlaubt und übernahm im Anschluss zwischen dem 1. Oktober 1934 und dem 30. November 1936 im Kriegsministerium den Posten als Direktor für Personalbeschaffung und Organisation (Director of Recruiting & Organization, War Office). Für seine Verdienste in dieser Funktion wurde er 1935 auch zum Companion des Order of the Bath (CB) ernannt. Danach löste er am 1. Dezember 1936 Generalmajor Cecil Heywood als Kommandeur der 3. Infanteriedivision (General Officer Commanding, 3rd Infantry Division) ab und verblieb in diesem Kommando bis zum 26. September 1939, woraufhin Generalmajor Bernard Montgomery ihn ablöste. Zugleich wurde er am 4. Februar 1937 als Nachfolger von General Sir Alexander Godley Regimentsoberst (Regimental Colonel) der Royal Ulster Rifles und hatte dieses Amt bis zu seiner Ablösung durch General Sir James Steele inne. 1939 wurde er als Knight Commander des Orders of the Bath (KCB) geadelt, so dass er fortan das Prädikat „Sir“ führte.
Am 27. September 1939 wurde Sir Denis John Charles Kirwan Bernard zum Lieutenant-General befördert, wobei diese Beförderung rückwirkend zum 29. Januar 1938 erfolgte. Am 27. September 1939 übernahm er von General Sir Reginald Hildyard das Amt als Gouverneur von Bermuda. Er war zugleich Oberkommandierender der dortigen britischen Truppen (Commander-in-Chief, Bermuda Garrison) und bekleidete diese Funktionen bis Oktober 1941, woraufhin Edward Knollys, 2. Viscount Knollys ihn ablöste. Am 18. November 1941 schied er aus dem aktiven Militärdienst  aus und trat in den Ruhestand. Er verstarb unverheiratet und ohne Nachkommen.